# Nusa Tupe
Nusa Tupe (oder Nusatupe) ist kleine unbewohnte Insel in der Western-Provinz der pazifischen Inselrepublik Salomonen.
Die schmale, längliche Insel liegt etwa 2 Kilometer vor der Ostküste von Ghizo und besteht im Grunde nur aus einer 1,8 km langen Start- und Landebahn für den Flughafen Nusatupe des Provinzhauptortes Gizo.
Vom Flughafen Nusatupe gibt es täglich einen Verbindungsflug der Solomon Airlines in 90 Minuten von bzw. nach Honiara, der Hauptstadt der Salomonen.